# Gymnastik under sommer-OL 2016 – Gulv (herrer)
Mændenes øvelser på gulv under sommer-OL 2016 i Rio de Janeiro fandt sted d. 14. august 2016 i HSBC Arena.